# Athlone
Athlone (irsk: Baile Átha Luain) er en irsk by i County Westmeath og County Roscommon i provinserne Leinster og Connacht, i den vestlige del af Republikken Irland med en befolkning (inkl. opland) på 17.544 indb. i 2006 (15.936 i 2002)
Byen ligger omkring 100 km vest for Dublin, nær Irlands geografiske midte, der ligger ca. 9 km nord-nordvest for Athlone.
Byen er kendt for Athlone Castle, der blev grundlagt af biskop John de Gray i 1129, og Sean's Bar der angiveligt skulle være grundlagt i år 900, og er i Guinness Rekordbog som værende den ældste pub i Irland.